# Crateroscelis
A Crateroscelis  a madarak osztályának verébalakúak (Passeriformes) rendjébe és az ausztrálposzáta-félék (Acanthizidae) családjába tartozó nem. A nemet egyes szervezetek a gyémántmadárfélék (Pardalotidae) családjának, Acanthizinae alcsaládjába sorolják.

## Rendszerezés
A nembe az alábbi 3 faj tartozik:
- Crateroscelis murina[1] vagy Origma murina[3]
- Crateroscelis nigrorufa[1]
- Crateroscelis robusta[1] vagy Origma robusta[3]